# Mustinka (rivière)
La rivière Mustinka se jette dans le lac Traverse; elle est située dans la partie occidentale de l'État du Minnesota aux États-Unis.

## Géographie
La rivière Mustinka mesure 109 km de long. Elle alimente le lac Traverse et se déverse dans la rivière Bois de Sioux, qui est elle-même un affluent de la rivière Rouge du Nord puis le lac Winnipeg, la rivière Nelson et enfin la baie d'Hudson.
La rivière Mustinka prend sa source dans le comté d'Otter Tail, puis traverse le comté de Grant et enfin s'écoule dans le comté de Traverse où elle se jette dans la rivière Bois des Sioux.
Une partie de la rivière Mustinka est canalisée.

## Étymologie
Mustinka est un nom dérivé de la langue Dakota qui signifie «lapin».